# Pierre Gazin
Pierre IV Gazin (francisation de Pietro Gazino) (mort à Anvers le 20/21 mai 1557) ecclésiastique piémontais qui fut évêque d'Aoste de 1528 à 1557. L'épiscopat de Pierre Gazin est marqué par les tentatives des protestants suisses de Genève de s'imposer en Vallée d'Aoste et l'intervention des forces françaises en Italie qui génèrent l'occupation de la plus grande partie des États de Savoie entre 1536 et 1559.

## biographie

### Origine
Pietro Gazino est originaire de Verceil dans le Piémont, il appartient à l'ordre des chanoines réguliers du Latran et en 1490 il est abbé de Saint-André de Verceil. Il est promu à l'évêché d'Aoste par le Pape Clément VII lors du consistoire du 24 janvier 1528. Il prend possession de son évêché le 1er septembre suivant et visite Cogne. Il devait être consacré à Rome par le Pape lui-même mais ce dernier, malade, doit céder la place au dernier moment le 2 juillet 1529 à des prélats mal identifiés. Sans doute Gabriel Foschi archevêque de Durazzo assisté de Natale de Turre évêque de Veglia et un certain Giovanni « évêque d'Antioche » par ailleurs inconnu.

### Un évêque politique
En 1515 le duc Charles III de Savoie en accord avec les suisses refuse le droit de passage à son neveu François Ier. la victoire française lors de la bataille de Marignan lui vaut une perte d'influence importante dans le nord de Italie et l'animosité du pape Léon X jusqu'alors bien disposé à son égard et prêt à accepter l'érection d'un archevêché à Chambéry. Dans la guerre qui suit entre le royaume de France et l'Autriche, Charles III qui se considère par ailleurs comme un prince d'Empire choisit le parti de son beau-frère l'empereur Charles V contre celui de son neveu François Ier. En 1535/1536 il subit  à l'ouest l'invasion française et au nord celle des genevois passés à la Réforme protestante qui pillent le Chablais et envahissent la Vallée d'Aoste pendant que les troupes françaises annexent le reste de la Savoie et la plus grande partie du Piémont où des gouverneurs français sont installés à Turin.
Le protestantisme était apparu dans la Vallée d'Aoste dès 1522-1523 et Pierre Gazin doit d'abord faire face à l'offensive religieuse et militaire des Suisses qui sont repoussés et selon la tradition Jean Calvin lui-même est chassé d'Aoste le 29 février 1536. Après l'occupation des États de Savoie l'évêque de concert avec le gouverneur de la Vallée d'Aoste René de Challant et le bailli Mathieu de Lostan, institue le 7 mars 1536 à Aoste un gouvernement autonome : le Conseil des Commis. Ce dernier affirme la foi catholique de la région et sa fidélité à la maison de Savoie. Mais il entre immédiatement en négociation avec la France afin de faire reconnaitre la neutralité de la Vallée d'Aoste. Un traité est conclu en ce sens le 4 avril 1537 ; il sera renouvelé cinq fois du vivant de l'évêque et finalement respecté malgré le rejet de la demande d'hommage formulée le 31 octobre par le cardinal François de Tournon au nom de François Ier .
Dans un tel contexte Pierre Gazin ne peut pas prendre part au concile de Trente qui débute le 13 décembre  et le 31 décembre 1545. Il se fait représenter par son chapelain Bathélemy Berthod de Courmayeur et donne une procuration à l'évêque Filiberto Ferrero d'Ivrée. Ce document est examiné et accepté par les Pères conciliaires en janvier 1546. Le duc Charles III qui avait fait son testament à Aoste en 1539 meurt abandonné et ruiné à Verceil en 1553. Pierre Gazin fait allégeance à son fils unique et héritier Emmanuel-Philibert de Savoie qui sert comme commandant des armées impériales dans les Flandres. Après l'échec en 1555 d'une tentative de réconciliation menée par Pierre Gazin, avec le roi Henri II de France c'est au retour d'une mission menée pour le compte d'Emmanuel-Philibert, auprès de Philippe II d'Espagne alors en Angleterre qu'il meurt à Anvers le 20/21 mai 1557. 
Sur le plan religieux l'épiscopat de Pierre Gazin est marqué par le développement de l'imprimerie en Vallée d'Aoste à partir de 1520 et l'impression du premier ouvrage le Bréviaire selon le « rite d'Aoste ». Pierre Gazin formule un décret le 17 mai 1533 afin d'obliger tous les ecclésiastiques à se le procurer. En 1540, il annexe à la mense episcopale le prieuré Saint-Hélène de Sarre afin que le bénéfice permette d'élever des prêtres « capables d'instruire le peuple et de le tenir en garde contre les hérésies », Il s'agit de l'embryon du séminaire d'Aoste.